# Shaheed (film, 1948)
Pour les articles homonymes, voir Shaheed.

Shaheed est un film indien réalisé en 1948 par Ramesh Saigal. Il a été interprété par Dilip Kumar, Kamini Kaushal, Chandra Mohan et Leela Chitnis. Le film dépeint la lutte de l'Inde pour l'indépendance. Il comporte les paroles de Qamar Jalalabadi et la musique de Ghulam Haider. On y trouve des chansons comme Watan ki Raah Men Watan Ke Naujawan Shaheed Ho et Badnaam Na Ho Jaaye Mohabbat Ka Fasana.
Ce fut la dernière apparition de l'acteur Chandra Mohan à l'écran. Il était auparavant apparu dans Pukar, dirigé par Sohrab Modi, Humayun et Roti, tous deux dirigés par Mehboob Khan, et Stree, réalisé par V. Shantaram.
Jamyang Dorjee Chakrishar traduit et adapta en langue tibétaine Shaheed, un film qu'il dirigea, produit par le TIPA et sorti en 1999 sous le nom de Tsampai Shenkhok (Loyauté).